# 6月16日
6月16日是公历一年中的第167天（闰年则是168天），距离一年的结束还有198天。

## 大事记

### 19世紀以前
- 632年：伊朗薩珊帝國的最後一位國王伊嗣俟三世8歲即位。
- 907年：後梁封浙江杭州臨安人钱镠為吳越王，吳越國建立。
- 1487年：玫瑰戰爭：博斯沃思原野战役。
- 1522年：神聖羅馬帝國皇帝查理五世與英王亨利八世簽署温莎条约（英语：Italian War of 1521–26），號召進攻法國。
- 1636年：清太宗皇太極始设都察院。
- 1643年：张献忠攻陷汉阳，武昌大震。
- 1779年：西班牙对英国宣战，并开始围攻直布罗陀。

### 19世紀
- 1842年：英军攻陷吴淞炮台，江南提督陈化成率众作战，最後陣亡。
- 1865年：英國長老教會將基督教的福音傳入台灣
- 1888年：《国际歌》诞生。
- 1900年：义和团进入北京后，清政府命荣禄派“武衞中军”前往东交民巷保护各国使馆。

### 20世紀
- 1903年：美国汽车工程师亨利·福特在密西根州底特律迪尔伯恩成立福特汽车公司，开始生产汽车。
- 1904年：愛爾蘭作家詹姆士·喬伊斯與諾拉·巴諾克（英语：Nora Barnacle）開始了一段戀情，並在1922年利用這一天創作小說《尤利西斯》，這一天也被紀念為布魯姆日。
- 1908年：全中国掀起立宪请愿高潮。
- 1916年：中华全国学生联合会在上海成立。[1]
- 1917年：全俄苏维埃第一次代表大会召开。
- 1919年：斯洛伐克苏维埃共和国成立[2]。
- 1921年：胡适提出“打孔店”。
- 1922年：六·一六事變：陈炯明炮击广州，以武力驱赶孙文为首的广东中华民国政府。
- 1924年：黄埔陸軍軍官學校正式开学，当天举行开学典礼，象徵國民革命軍（今中華民國國軍）建軍。
- 1932年：洛桑会议决定停止德国赔款。
- 1933年：罗斯福签署美国国家经济复兴法案。
- 1935年：两河口会议舉行。
- 1939年：《中蘇通商條約》簽定[3]。
- 1940年：法国总理雷诺辞职，元帅贝当在波尔多出任新总理。
- 1944年：美国B-29轰炸机空袭日本本土九州岛，从成都出发开始了对日本城市的毁灭性进攻，直至日本投降方才结束[來源請求]。
- 1948年：馬來亞的共產主義者在位於馬來亞聯合邦霹靂的橡膠園刺殺三名英國員工，而該事件也為後來6月20日的馬來亞緊急狀態烙下了伏筆。
- 1949年：《光明日报》创刊。
- 1953年：民主德国政府宣布取消对抗议行为的禁令，东柏林工人为获得此权利而欢呼。
- 1958年：任内推动多党制及退出华沙公约组织的匈牙利前部长会议主席纳吉·伊姆雷在经过秘密审判后，被依叛国罪名处决。
- 1960年：英国导演亚佛烈德·希区考克根据同名小说执导的惊悚恐怖片《惊魂记》在美国首次上映。
- 1961年：美国同意在南越派出的685人军事顾问团，来支持越南共和國[來源請求]。
- 1961年：苏联舞蹈家魯道夫·紐瑞耶夫逃往西方。
- 1961年：法国布列塔尼农民同镇压示威的警察发生冲突[來源請求]。
- 1962年：彭德怀上万言书申辩。
- 1963年：苏联宇航员驾驶东方六号进入太空，成为世界上第一位女宇航员。
- 1974年：中華民國總統蔣中正在中華民國陸軍軍官學校50週年校慶發表訓詞《黃埔精神與革命大業的再推進》，批判批林批孔運動。
- 1976年：南非小鎮索維托反對南非語政策的學生遭到白人軍警開槍鎮壓，引發全國性示威和罷工。
- 1976年：香港政府派人清拆沙田墟，以擴闊大埔公路。
- 1979年：美国駐黎巴嫩大使弗郎西斯·梅洛伊和参赞理查德·沃林在贝鲁特遭绑架并被杀害。
- 1982年：中华人民共和国首批博士产生。
- 1983年：11个西欧国家研制的发射成功，两颗通讯卫星进入同步轨道。
- 1988年：香港政府開始對抵港的越南船民實施「甄別政策」，该政策亦开始通过广播播发。
- 1991年：美国制成人血代用品[來源請求]。
- 1992年：中共中央、国务院决定加快发展第三产业。
- 1993年：前香港交易及結算所主席李福兆在服刑兩年多後獲提早出獄。
- 1994年：《中国知识产权保护状况》白皮书发表。
- 1997年：英國搖滾樂團電台司令發行了第三張具有里程碑意義的專輯《OK電腦》。

### 21世紀
- 2002年：北京藍極速發生大火，導致25人死亡、數十人受傷。
- 2004年：腾讯控股正式在香港交易所挂牌上市，股票代码为0700。随后成为并保持多年中国市值最高互联网企业的地位。
- 2006年：台灣最長的公路隧道－雪山隧道正式完工通車。
- 2011年：蓋達組織宣布扎瓦希里接替賓·拉登成為領袖。
- 2012年：中国神舟九号飞船在甘肃省酒泉卫星发射中心由长征二号F遥九运载火箭搭载升空，将与天宫一号目标飞行器对接。
- 2014年：阿里巴巴正式向美国证监会提交F1/A招股书，此次交易极有可能成为美国资本市场史上最大IPO。
- 2016年：上海迪士尼樂園在上海浦東新區正式營運，擁有全球最高、最大的迪士尼公主城堡。
- 2019年：香港市民自發集會遊行，抗議香港特區政府在6月12日佔領行動中警方攻擊示威者及撤回修訂逃犯條例和行政長官林鄭月娥下台。遊行人數聲稱達到200萬人，成為香港回歸以來規模最大的遊行。
- 2020年：朝鮮民主主义人民共和国炸毁开城工业地区的朝韩联络办公室，朝韩关系再度恶化。
- 2022年：中國新疆維吾爾自治區的和若鐵路正式開通營運，並與格庫鐵路、南疆鐵路共同構成世界首條沙漠鐵路環線。

## 出生
- 1139年：近衛天皇，日本第76代天皇。（1155年逝世）
- 1404年：穆拉德二世，鄂圖曼帝國蘇丹。（1451年逝世）
- 1749年：戈特利布·康拉德·克里斯蒂安·斯托爾，德國醫生、化學家、博物學家。（1821年逝世）
- 1816年：盧克·P·布萊克本，美國醫生、慈善家、政治人物，第28任肯塔基州州長（1887年逝世）
- 1829年：傑羅尼莫，阿帕契族貝當可黑部落首領、巫醫（1909年逝世）
- 1882年：穆罕默德·摩薩台，伊朗政治人物，第60、62任伊朗首相（1967年逝世）
- 1888年：亚历山大·弗里德曼，苏联数学家、宇宙學家（1925年逝世）
- 1891年：弗拉基米爾·阿爾比茨基，蘇聯天文學家（1952年逝世）
- 1902年：芭芭拉·麥克林托克，美國細胞遺傳學家，1983年諾貝爾生理學或醫學獎得主。（1992年逝世）
- 1903年：弗朗西斯·查爾斯·弗雷澤，蘇格蘭動物學家。（1978年逝世）
- 1905年：林堯俊，臺灣影業經營贊助者。（1962年逝世）
- 1908年：沙立·他那叻，泰國軍事強人。（1963年逝世）
- 1912年：以諾·鮑威爾，英國政治家、古典學者、作家、軍人。（1998年逝世）
- 1912年：岸邊成雄，日本音樂學家。（2005年逝世）
- 1915年：約翰·圖基，美國數學家、統計學家，快速傅立葉變換發明人。（2000年逝世）
- 1937年：西美昂·薩克森-科堡-哥達斯基，保加利亞最後一任沙皇，第47任保加利亞總理。
- 1940年：尼爾·戈爾德施密特，美國政治人物。（2024年逝世）
- 1946年：約迪·瑞爾，美國政治人物。（2024年逝世）
- 1946年：里克·阿德尔曼，美國職業籃球運動員、教練。
- 1947年：李錫錕，台灣政治學學者。
- 1947年：武論尊，日本漫画家。
- 1955年：阿納托利·丘拜斯，俄羅斯政治人物、商人。
- 1957年：高永文，香港前食物及衛生局局長。
- 1960年：塔內希·馬茂，吉里巴斯政治人物，現任吉里巴斯總統。
- 1962年：黃耀明，香港男歌手。
- 1963年：何政軍，中國男演員。
- 1966年：阿列克謝·列茲尼科夫，烏克蘭政治人物，曾任烏克蘭國防部長。
- 1967年：袓根•高普，德國籍足球主教練。
- 1968年：高野直子，日本女性聲優。
- 1971年：圖帕克·夏庫爾，美国饶舌歌手，艺名2Pac（1996年逝世）
- 1972年：約翰·趙，韓裔美國電影演員。
- 1978年：梁靜茹，馬來西亞女歌手。
- 1978年：丹尼爾·布爾，德國男演員。
- 1980年：容祖兒，香港女歌手。
- 1980年：布拉德·古休，加拿大男子冰壺運動員。
- 1985年：連思宇，臺灣女性配音員。
- 1985年：陳邦鋆，新加坡男演員。
- 1987年：鮫島彩，日本女子足球運動員。
- 1988年：程予希，台灣女演員。
- 1990年：奧斯汀·克拉吉塞克，美國職業網球運動員。
- 1991年：顏慧萍，馬來西亞女歌手。
- 1991年：陳建安，台灣乒乓球運動員。
- 1991年：林英雄，韓國男歌手。
- 1991年：申東佑，韓國男子偶像團體B1A4成員。
- 1993年：朴寶劍，韓國男演員。
- 1993年：許瑞奇，新加坡男演員。
- 1993年：胡宇桐，中國男藝人。
- 1994年：梁潔，中國女演員。
- 1995年：王子聰，香港足球運動員。
- 1995年：赤尾光，日本女性聲優。
- 1995年：奇喜賢，韓國女子偶像團體DIA隊長。
- 1995年：朱多英，韓國女演員。
- 1996年：佐藤寬太，日本男演員。
- 1998年：陳泳伽，香港女歌手。
- 1998年：堂安律，日本職業足球運動員。
- 2000年：范丞丞，中國男子偶像團體NINE PERCENT、NEXT成員。
- 生年不詳：春花蘭，日本女性聲優。
- 2008年:张本美和，日本女子乒乓球运动员。

## 逝世
- 956年：偉大的于格，西法蘭克王國貴族、巴黎伯爵（898年出生）
- 1668年：正親町三條實昭，日本江戶時代公卿（1625年出生）
- 1722年：約翰·邱吉爾，英國軍事家、政治家、貴族，第一代馬爾博羅公爵（1650年出生）
- 1842年：陳化成，中國清朝江南提督（1776年出生）
- 1858年：約翰·斯諾，英國醫生，現代流行病學的創始人之一（1813年出生）
- 1862年：秀乃山雷五郎，日本江戶時代相撲力士，第9代橫綱（1808年出生）
- 1878年：克勞福德·朗，美國外科醫生，首次使用乙醚作為麻醉劑的醫師（1815年出生）
- 1905年：林維源，台灣富商、紳士、官吏（1840年出生）
- 1929年：奥德菲尔德·托马斯，英國動物學家（1858年出生）
- 1953年：瑪格麗特·邦德菲爾德，英國政治人物、社會運動家（1873年出生）
- 1958年：納吉·伊姆雷，匈牙利政治家，曾任部長會議主席（1896年出生）
- 1969年：哈罗德·亚历山大，英国军官（1891年出生）
- 1977年：韦恩赫尔·冯·布劳恩，德國裔美國航空太空工程師（1912年出生）
- 1978年：甲斐莊楠音，日本畫家、服裝設計師（1894年出生）
- 2000年：香淳皇后，日本昭和天皇皇后，天皇明仁之母（1903年出生）
- 2012年：陳廷驊，香港企業家（1923年出生）
- 2012年：纳伊夫·本·阿卜杜勒-阿齐兹，沙特阿拉伯王储（1933年出生）
- 2014年：湯尼·關恩，美國職業棒球運動員（1960年出生）
- 2016年：乔·考克斯，英國國會議員（1974年出生）
- 2017年：赫尔穆特·科尔，德國政治家，第32任德國總理（1930年出生）
- 2021年：周慶峻 ，臺灣政治人物，中華愛國同心黨主席（1943年出生）
- 2022年：斯泰納爾·阿蒙森，挪威男子皮划艇運動員（1945年出生）
- 2023年：丹尼尔·艾尔斯伯格，美國政治活動家、美國軍方分析師（1931年出生）
- 2024年：葉惠康，香港作曲家、指揮家、音樂教育家，被譽為香港的「兒童合唱團之父」（1930年出生）
- 2024年：鮑勃·舒爾，美國男子田徑運動員（1937年出生）
- 2024年：陳政高，中國政治人物（1952年出生）

## 节假日和习俗
- 布魯姆日
- 世界海龜日
- 西方基督教：基督聖體聖血節
- 南非青年日（英语：Youth Day）
- 阿根廷工程師節